# Leucania lucbana
Leucania lucbana är en fjärilsart som beskrevs av Calora 1966. Leucania lucbana ingår i släktet Leucania och familjen nattflyn. Inga underarter finns listade i Catalogue of Life.